# Puchar Polski w piłce nożnej (2005/2006)
Puchar Polski w piłce nożnej mężczyzn 2005/2006 – 52. edycja rozgrywek mających na celu wyłonienie zdobywcy Pucharu Polski, który uzyskał tym samym prawo gry w II rundzie kwalifikacyjnej Pucharu UEFA w sezonie 2006/2007. Odbyły się dwa mecze finałowe, na stadionach obu finalistów. Zrezygnowano z rozgrywek grupowych, które miały miejsce w poprzednim sezonie.
Tytuł zdobyła Wisła Płock, dla której był to pierwszy tryumf w tych rozgrywkach.

## Runda wstępna
Mecze zostały rozegrane 2 sierpnia 2005.
Supraślanka Supraśl – OKS 1945 Olsztyn 1:3 (Gęgotek 81' - Zahorski 9' 46' 73')

Mazowsze Płock – Omega Kleszczów 1:0 (Figacz 31'k.)

Warta Sieradz – Jagiellonia II Białystok 3:1 (Kobierski 9' Wróbel 34' Graczykowski 76' - Falkowski 29')

Drwęca Nowe Miasto Lubawskie – Korona Ostrołęka 1:0 (Wojtaś 84')

Wierzyca Pelplin – Brzysko-Rol Brzyskorzystewko 5:1 (Steinborn 26' Wicek 29' Skalski 52' Rutkowski 62'k. Dziengielewicz 82' - Witkowski 67')

Tur Turek – Polonia Gdańsk 5:2 (Żelazowski 9' Majewski 27' 72' Sobczak 52' Pieprzyk 90' - Klimowicz 75' Dobies 83')

Flota Świnoujście – Promień Opalenica 2:1 (Mikuła 11'k. 65' - Koszakow 86')

Arka Nowa Sól – Górnik/Zagłębie Wałbrzych 2:0 dogr. (Jarymowicz 94' Ilnicki 118')

Nysa Zgorzelec – BKS Stal Bielsko-Biała 2:1 (Mazur 35' Malinka 48' sam. - Trzop 29')

GKS Tychy '71 – LKS Poborszów 0:1 (Makowski 45')

Wierna Małogoszcz – Glinik/Karpatia Gorlice 1:0 (Szpiega 79')

Tłoki Gorzyce – GKS Nowiny 4:1 (Dziewulski 26' Pałkus 50'k. Ławryszyn 52' Szafran 67' - Kubicki 71')

Hetman Zamość – Żurawianka Żurawica 2:1 (Iwanicki 13' Chałas 83' - Hajduk 88')

Okocimski Brzesko – Górnik II Łęczna 5:1 (Imiołek 40' 80' Palej 75' Bryl 83' 85' - Skorupski 58')

Odra Opole – Promień Żary 1:2 (zwer. 3:0 vo) (Dzierżenga 31' - Kozioła 22' Augustyniak 38')

Unia Janikowo – Sława Sławno 3:0 (vo)

## I runda
Do rozgrywek dołączyły kluby drugoligowe wg stanu z poprzedniego sezonu, z miejsc 3-18. Mecze zostały rozegrane 9 sierpnia 2005.
Tur Turek – Arka Gdynia 2:1 (Cetnarowicz 22' 40' - Imeh 4')

Warta Sieradz – Widzew Łódź 3:2 (Fabiano 41' Kobierski 57' Mitek 73' - Maraš 21' 54')

Flota Świnoujście – Podbeskidzie Bielsko-Biała 1:3 dogr. (Jakubiak 38'k. - Makuch 86' Górkiewicz 101' Koman 114')

Nysa Zgorzelec – Zagłębie Sosnowiec 1:3 (Orłowski 53' - Chwalibogowski 43' Kłoda 69' Butryn 86'k.)

LKS Poborszów – Kujawiak Włocławek 0:2 (Majewski 1' Kwiatkowski 65')

Arka Nowa Sól – KSZO Ostrowiec Świętokrzyski 0:3 (Kosiorowski 20' Stefańczyk 22' Skwara 88')

Hetman Zamość – Świt Nowy Dwór Mazowiecki 2:1 (Iwanicki 27' Pliżga 31' - Wrzesiński 76')

Wierna Małogoszcz – Górnik Polkowice 1:0 (Cieluch 12')

Drwęca Nowe Miasto Lubawskie – Piast Gliwice 2:1 (Gołębiewski 77' Bała 90' - Unierzyski 50' sam.)

Okocimski Brzesko – Ruch Chorzów 4:2 dogr. (Bryl 47' Imiołek 63' 99' 120' - Bizacki 52' Markiewicz 70')

OKS 1945 Olsztyn – Szczakowianka Jaworzno 4:2 (Czerwiński 6' Żakowski 67' Zdun 81' sam. Zahorski 90' - Czerwiec 71'k. Krauze 86')

Wierzyca Pelplin – Radomiak Radom 0:4 (Siciak 8' Wachowicz 23'k. Terlecki 58' 89')

Tłoki Gorzyce – MKS Mława 4:1 (Pałkus 23' 25' Głuch 29' Ławryszyn 59' - Sieja 53')

Unia Janikowo – ŁKS Łódź 1:1, k. 4:5 (Rašić 67'k. - Sotirović 37')

Odra Opole – Jagiellonia Białystok 0:0, k. 2:4

Mazowsze Płock – RKS Radomsko 3:0 (vo)

## 1/16 finału
Do rozgrywek dołączyły kluby pierwszoligowe i drugoligowe z miejsc 1-2 wg stanu z poprzedniego sezonu. Mecze zostały rozegrane 20 i 21 września 2005, a rewanże 25 i 26 października 2005.
OKS 1945 Olsztyn – Dyskobolia Grodzisk Wielkopolski 1:6 (Zahorski 87' - Rocki 17' 31' Sedláček 41'k. Sikora 62' 86' Ślusarski 81')

Dyskobolia Grodzisk Wielkopolski – OKS 1945 Olsztyn 5:0 (Goliński 14' 68' Rocki 29' Radzewicz 53' Kaźmierowski 70')

-

Mazowsze Płock – Korona Kielce 0:3 (Grzegorzewski 28' Kozubek 34' Kolendowicz 79')

Korona Kielce – Mazowsze Płock 3:0 (Doroș 28' Bonin 67' Piechna 82')

-

GKS Bełchatów – Podbeskidzie Bielsko-Biała 0:1 (Kołodziej 5')

Podbeskidzie Bielsko-Biała – GKS Bełchatów 1:0 (Socha 75')

-

Warta Sieradz – Wisła Płock 0:2 (Majewski 61' sam. Peszko 87')

Wisła Płock – Warta Sieradz 5:0 (Sajdak 4' Mierzejewski 25' Peszko 62' Zilić 77' 88')

-

Wierna Małogoszcz – Zagłębie Lubin 1:1 (Kleszcz 80' - Jackiewicz 18')

Zagłębie Lubin – Wierna Małogoszcz 3:0 (Stasiak 16' Plizga 69'k. 88')

-

Cracovia – Kujawiak Włocławek 0:0

Kujawiak Włocławek – Cracovia 2:0 (Klepczarek 62' Bekas 63')

-

ŁKS Łódź – Pogoń Szczecin 1:4 (Sotirović 76' - Kaźmierczak 25' 68' Grzelak 52' Endene 90')

Pogoń Szczecin – ŁKS Łódź 2:1 (Michalski 38' Łabędzki 69' - Niżnik 9')

-

Tłoki Gorzyce – Wisła Kraków 0:3 (Penksa 40' Paweł Brożek 54' Kuźba 65')

Wisła Kraków – Tłoki Gorzyce 3:0 (Paweł Brożek 26' Jean Paulista 84' Kowalczyk 89')

-

Drwęca Nowe Miasto Lubawskie – Amica Wronki 0:3 (Kikut 6' Grzybowski 12' Micanski 54')

Amica Wronki – Drwęca Nowe Miasto Lubawskie 3:0 (Micanski 18' Kikut 70' F.Burkhardt 79'k.)

-

KSZO Ostrowiec Świętokrzyski – Legia Warszawa 1:2 (Tychowski 43' - Szałachowski 54' Włodarczyk 90')

Legia Warszawa – KSZO Ostrowiec Świętokrzyski 2:0 (Janczyk 72' Włodarczyk 79')

-

Okocimski Brzesko – Lech Poznań 3:3 (Palej 56' Stawarczyk 74' Dzięciołowski 86' - Zakrzewski 5' 33' Nawrocik 48')

Lech Poznań – Okocimski Brzesko 4:1 (Mowlik 72' Sawaneh 74' Buzała 79' Telichowski 90' - Jagła 25')

-

Jagiellonia Białystok – Górnik Łęczna 1:0 (Konon 30')

Górnik Łęczna – Jagiellonia Białystok 1:2 dogr. (Kubica 45' - Trzeciakiewicz 113' Markiewicz 115')

-

Odra Wodzisław Śląski – Zagłębie Sosnowiec 4:1 (Czerkas 35' 40' Woś 56' Szymiczek 58' - Skrzypek 81')

Zagłębie Sosnowiec – Odra Wodzisław Śląski 0:3 (Grzyb 24' Nosal 38' Korzym 82')

-

Górnik Zabrze – Radomiak Radom 0:1 (Salami 14')

Radomiak Radom – Górnik Zabrze 3:0 (Salami 18' 34' 40')

-

Polonia Warszawa – Tur Turek 2:0 (Król 23' 35')

Tur Turek – Polonia Warszawa 1:0 (Żelazowski 79')

-

Hetman Zamość - wolny los

## 1/8 finału
Mecze zostały rozegrane pomiędzy 8 a 11 listopada 2005, a rewanże pomiędzy 15 a 30 listopada 2005.
Kujawiak Włocławek – Pogoń Szczecin 1:0 (Feliksiak 65')

Pogoń Szczecin – Kujawiak Włocławek 2:1 (Milar 16' Grzelak 18' - Bekas 25')

-

Wisła Płock – Podbeskidzie Bielsko-Biała 3:0 (Jeleń 4' 14' 72')

Podbeskidzie Bielsko-Biała – Wisła Płock 0:0

-

Jagiellonia Białystok – Polonia Warszawa 1:3 (Żuberek 41' - Dźwigała 21' Kosmalski 54' Cichon 89')

Polonia Warszawa – Jagiellonia Białystok 2:3 (Kosmalski 56' Arifović 77' - Sobociński 12' Żuberek 28' 59')

-

Lech Poznań – Radomiak Radom 2:0 (Gajtkowski 62' 81')

Radomiak Radom – Lech Poznań 0:2 (Wachowicz 77' 82')

-

Amica Wronki – Odra Wodzisław Śląski 0:0

Odra Wodzisław Śląski – Amica Wronki 3:2 (Korzym 67' 89' Woś 85' - Bieniuk 45' Gregorek 90')

-

Zagłębie Lubin – Wisła Kraków 1:1 (Chałbiński 64' - Kuźba 66')

Wisła Kraków – Zagłębie Lubin 0:1 (Iwański 89')

-

Hetman Zamość – Legia Warszawa 0:4 (Włodarczyk 22' 57' 61'k. 76')

Legia Warszawa – Hetman Zamość 6:0 (M.Burkhardt 18' Włodarczyk 20' Przybyszewski 28' sam. Chmiest 51' Smoliński 65' Sokołowski II 88')

-

Dyskobolia Grodzisk Wielkopolski – Korona Kielce 2:2 (Sikora 30' Golański 90' sam. - Bilski 4' Piechna 13')

Korona Kielce – Dyskobolia Grodzisk Wielkopolski 2:1 (Piechna 24' Grzegorzewski 82' - Rocki 73'k.)

## Ćwierćfinały
Pierwsze mecze zostały rozegrane pomiędzy 22 listopada a 13 grudnia 2005, a rewanże pomiędzy 29 listopada a 18 grudnia 2005.
Lech Poznań – Odra Wodzisław Śląski 1:0 (Telichowski 61')

Odra Wodzisław Śląski – Lech Poznań 0:0

-

Legia Warszawa – Korona Kielce 2:0 (Janczyk 11' Choto 57')

Korona Kielce – Legia Warszawa 3:0 dogr. (Bilski 23' Gajtkowski 70' Piechna 95')

-

Wisła Płock – Kujawiak Włocławek 1:0 (Belada 12')

Kujawiak Włocławek – Wisła Płock 1:1 dogr. (Staniszewski 90' - Peković 105')

-

Zagłębie Lubin – Polonia Warszawa 0:1 (Dźwigała 18')

Polonia Warszawa – Zagłębie Lubin 0:3 (Chałbiński 9' 29' 58')

## Półfinały
Pierwsze mecze zostały rozegrane 14 i 15 marca 2006, a rewanże 21 i 22 marca 2006.
Zagłębie Lubin – Korona Kielce 2:0 (Łobodziński 42' Chałbiński 52')

Korona Kielce – Zagłębie Lubin 0:0

-

Wisła Płock – Lech Poznań 0:0

Lech Poznań – Wisła Płock 0:1 (Zakrzewski 56' sam.)

## Finał
| Drużyna 1      | Wynik dwumeczu | Drużyna 2   | Pierwszy mecz | Drugi mecz |
| -------------- | -------------- | ----------- | ------------- | ---------- |
| Zagłębie Lubin | 3:6            | Wisła Płock | 2:3           | 1:3        |

### Pierwszy mecz
| 26 kwietnia 2006 17:00 | Zagłębie Lubin · Jackiewicz 63' · Arboleda 77' | 2:30:1Raport | Wisła Płock · 1', 56' Jeleń · 89' Belada | Stadion Zagłębia Lubin, Lubin Widzów: 8 000 Sędzia: Tomasz Pacuda (Częstochowa) |
|                        |                                                |              |                                          |                                                                                 |

### Rewanż
| 3 maja 2006 15:45 | Wisła Płock · Magdoń 68' · Geworgian 73' · Truszczyński 86' | 3:10:0Raport | Zagłębie Lubin · 82' Piszczek | Stadion im. Kazimierza Górskiego, Płock Widzów: 8 520 Sędzia: Krzysztof Słupik (Tarnów) |
|                   |                                                             |              |                               |                                                                                         |

| Puchar Polski w piłce nożnej 2005/2006 Zwycięzcy |
| ------------------------------------------------ |
| Wisła Płock 1. Tytuł                             |